# Anoba projiciens
Anoba projiciens là một loài bướm đêm trong họ Erebidae.